# فایشتناو
فایشتناو (به آلمانی: Fichtenau) یک شهر در آلمان است که در Schwäbisch Hall واقع شده‌است.

## خواهرخوانده
شهر باد شواندوا خواهرخواندهٔ فایشتناو هست.